# Kuwai Ike
Kuwai Ike är en sjö i Antarktis. Den ligger i Östantarktis. Norge gör anspråk på området. Kuwai Ike ligger 1 meter över havet. Arean är 1,8 kvadratkilometer. Den ligger vid sjöarna  Bosatsu Ike Jizo Ike Kikuno Ike och Misumi Ike. Den sträcker sig 3,0 kilometer i nord-sydlig riktning, och 4,0 kilometer i öst-västlig riktning.
I övrigt finns följande vid Kuwai Ike:
- Bosatsu Ike (en sjö)
- Hyotan Ike (en sjö)
- Jizo Ike (en sjö)
- Kikuno Ike (en sjö)
- Kizahasi Hama (en strand)
- Mago Ike (en sjö)
- Misumi Ike (en sjö)
- Naga Ike (en sjö)
- Ogi Ike (en sjö)
- Suribati Yama (en kulle)